# 山田麗
山田 麗（やまだ れい、1991年12月24日 - ）は、日本の女優、モデル、ソプラノ歌手である。
神奈川県逗子市出身。国立音楽大学声楽科およびオペラ・ソリストコース卒業、二期会オペラ研修所マスタークラス修了。オスカープロモーションを経て、高嶋音楽事務所所属。二卵性双生児の姉・山田華とともにソプラノデュオの音楽グループ「山田姉妹」としても活動する。

## 略歴
高校時代より女優として活動し、『3年B組金八先生』第8シリーズでは高畑充希、忽那汐里らと共演した。
横浜市立南高等学校を経て、国立音楽大学声楽科およびオペラ・ソリストコースを首席で卒業し、武岡賞を受賞。二期会オペラ研修所マスタークラスを修了し、優秀賞を受賞。双子の姉でソプラノ歌手の山田華とともに2014年より各地でリサイタルを開催し、2017年2月にソプラノデュオ「山田姉妹」としてメジャーデビューする。
2017年にはNHK大河ファンタジー『精霊の守り人II 悲しき破壊神』で挿入歌「聖なる怒り〜光の牙〜」の歌唱を担当。2020年度前期放送のNHK連続テレビ小説『エール』に歌手の川野三津代役で出演し、劇中にて「福島行進曲」を歌唱する。 
私生活では、兄の中学時代からの親友でかねてより交際中だった4歳年上の男性と婚約し、約2年の交際期間を経て2019年9月に結婚。高畑充希と忽那汐里も祝福した。
2021年7月25日、第1子出産を発表。

## 人物
趣味は音楽鑑賞、書道。
特技は歌、ダンス、ピアノ、クラリネット。

## 出演

### テレビドラマ
- 3年B組金八先生（TBS） - 諏訪部裕美 役
  - 第8シリーズ（2007年10月11日 - 2008年3月20日）
  - 3年B組金八先生ファイナル〜『最後の贈る言葉』（2011年3月27日）
- とめはねっ! 鈴里高校書道部（2010年1月7日 - 2月11日、NHK総合） - 鵠沼学園書道部員 役
- 連続テレビ小説 エール 第44回（2020年5月28日、NHK） - 川野三津代 役[7]

### 映画
- 櫻の園（2008年11月8日） - 富田美雪 役

### バラエティ
- 中居正広の金曜日のスマたちへ（TBS）
- ワンナイR&R（フジテレビ）
- 関ジャニ∞のTheモーツァルト音楽王No.1決定戦（2017年5月5日、テレビ朝日）

## 作品

### 参加楽曲
- 聖なる怒り〜光の牙〜（2017年、『大河ファンタジー「精霊の守り人II 悲しき破壊神」オリジナル・サウンドトラック』収録）[6][11]